# Bitorajci
Bitorajci – wieś w Chorwacji, w żupanii karlowackiej, w gminie Bosiljevo. W 2011 roku liczyła 16 mieszkańców.